# Dynastia elamicka
Dynastia elamicka (w transliteracji z pisma klinowego zapisywane bala elam.maki) – królewska dynastia mezopotamska, która zgodnie z Babilońską listą królów A i Kroniką dynastyczną rządzić miała Babilonią po dynastii z plemienia Bit-Bazi. Jedynym jej przedstawicielem był Mar-biti-apla-usur, który sprawować miał władzę przez 6 lat. Jego panowanie, a tym samym panowanie całej dynastii, datowane jest na lata 984–979 p.n.e.